# 福生庄站
福生庄站，位于中华人民共和国内蒙古乌兰察布市卓资县福生庄乡，邮政编码012311，建于1922年，是唐包铁路集包段的一个车站。离北京站589公里，离包头站243公里。距上行车站卓资山站14公里，距下行车站安居站7公里。该站隶属呼和浩特铁路局集宁车务段。办理客运业务（旅客乘降；行李、包裹托运）和货运业务（办理整车，不办理危险货物发到），为四等车站，本站及相邻上下行区间均为电气化区段。